# 西蒙·琼斯
西蒙·琼斯（英語：Simon Jones，1950年7月27日—）是一位英格兰演员，由于在1978年到2005年间在《银河系漫游指南系列》的广播和电视版本中扮演Arthur Dent而成名。该小说的作者道格拉斯·亚当斯后来表示，他头脑中想象着西蒙·琼斯来写Arthur Dent这个角色。
西蒙·琼斯也客串了2005年《银河系漫游指南系列》的电影版本。

## 演出作品
- 《偷天遊戲》（The Thomas Crown Affair）
- 《星際快閃黨》（The Hitchhiker's Guide to the Galaxy）

## 外部連結
- Official website （页面存档备份，存于）
- Simon Jones在互联网电影资料库（IMDb）上的資料（英文）
- 互聯網百老匯資料庫（IBDB）上Simon Jones的資料（英文）
- Simon Jones at Internet Off-Broadway Database
- BBC - Radio 4 - The Hitchhiker's Guide to the Galaxy - Simon Jones （页面存档备份，存于）
- Simon Jones interview at TVParty.com （页面存档备份，存于）